# Tete (provincie)
Tete is een provincie in het noordwesten van Mozambique. Tete is met ruim 100.000 vierkante kilometer de op twee na grootste van de Mozambikaanse provincies en telde in 1997 ruim 1,1 miljoen inwoners. De hoofdstad van de provincie heet eveneens Tete. Tete ontstond als district in 1954 toen het gecreëerd werd uit de grondgebieden van Sofala en Manica. In 1978 kregen de districten van Mozambique de status van provincie.

## Grenzen
De provincie Tete ligt tegen drie buurlanden van Mozambique:
- Twee provincies van Zambia:
  - Eastern in het noorden.
  - Lusaka in het noordwesten.
- Twee regio's van Malawi:
  - Central in het oosten.
  - Southern in het zuidoosten.
- Twee provincies van Zimbabwe:
  - Mashonaland Central in het zuiden.
  - Mashonaland East in het uiterste zuidwesten.

Tete heeft ten slotte een grens met drie andere provincies:
- Zambezia in het uiterste zuidoosten.
- Sofala in het zuidoosten.
- Manica in het zuiden.

## Districten
De provincie is verder verdeeld in twaalf districten:
- Angónia
- Cahora-Bassa
- Changara
- Chifunde
- Chiuta
- Macanga

- Magoé
- Marávia
- Moatize
- Mutarara
- Tsangano
- Zumbo

## Steenkool
Dat er op grote schaal steenkool onder de grond zit in Tete was al langer bekend. In 1859 deed Richard Thronton, die samen met David Livingstone in het gebied op ontdekkingsreis was, al studie naar de steenkoolvoorkomens in de provincie. De steenkool is van hoge kwaliteit en ligt dicht aan het oppervlak; het kan via dagbouw worden gewonnen. In september 2011 exporteerde Mozambique voor het eerst in twintig jaar weer steenkool. De Braziliaanse mijnbouwgigant Vale voerde 35.000 ton uit via de haven van Beira. Sinds 2008 heeft Vale ongeveer 1,3 miljard euro geïnvesteerd in de Moatize-mijn in Tete. Vale heeft concrete plannen de capaciteit van de mijn te verhogen tot elf miljoen ton in 2014 en op langere termijn zelfs tot 26 miljoen ton. Dit vergt een investering van zo’n 4,7 miljard euro in de mijn en in spoorwegen om de steenkool naar de kust te transporteren. Rio Tinto Group heeft een belang van 65% in de Benga-mijn en de overige aandelen zijn in handen van het Indiase bedrijf Tata Steel. De partners gaan 3,1 miljard euro investeren in deze mijn met een jaarcapaciteit van 25 miljoen ton in 2016. Daarnaast zijn meerdere projecten in uitvoering en Mozambique verwacht de productie van steenkool te zien stijgen van een miljoen ton in 2011 naar zes miljoen ton in 2012 en uiteindelijk zo’n 100 miljoen ton op jaarbasis. De meeste steenkool zal worden afgezet in landen rond de Indische Oceaan zoals India en China.
Cabo Delgado · Gaza · Inhambane · Manica · Maputo · Nampula · Niassa · Sofala · Tete · Zambezia · Maputo (stad)